# Rue Saint-André-des-Arts
Ne doit pas être confondu avec Rue André-del-Sarte.
La rue Saint-André-des-Arts est une rue située dans le quartier de la Monnaie du 6e arrondissement de Paris.

## Situation et accès

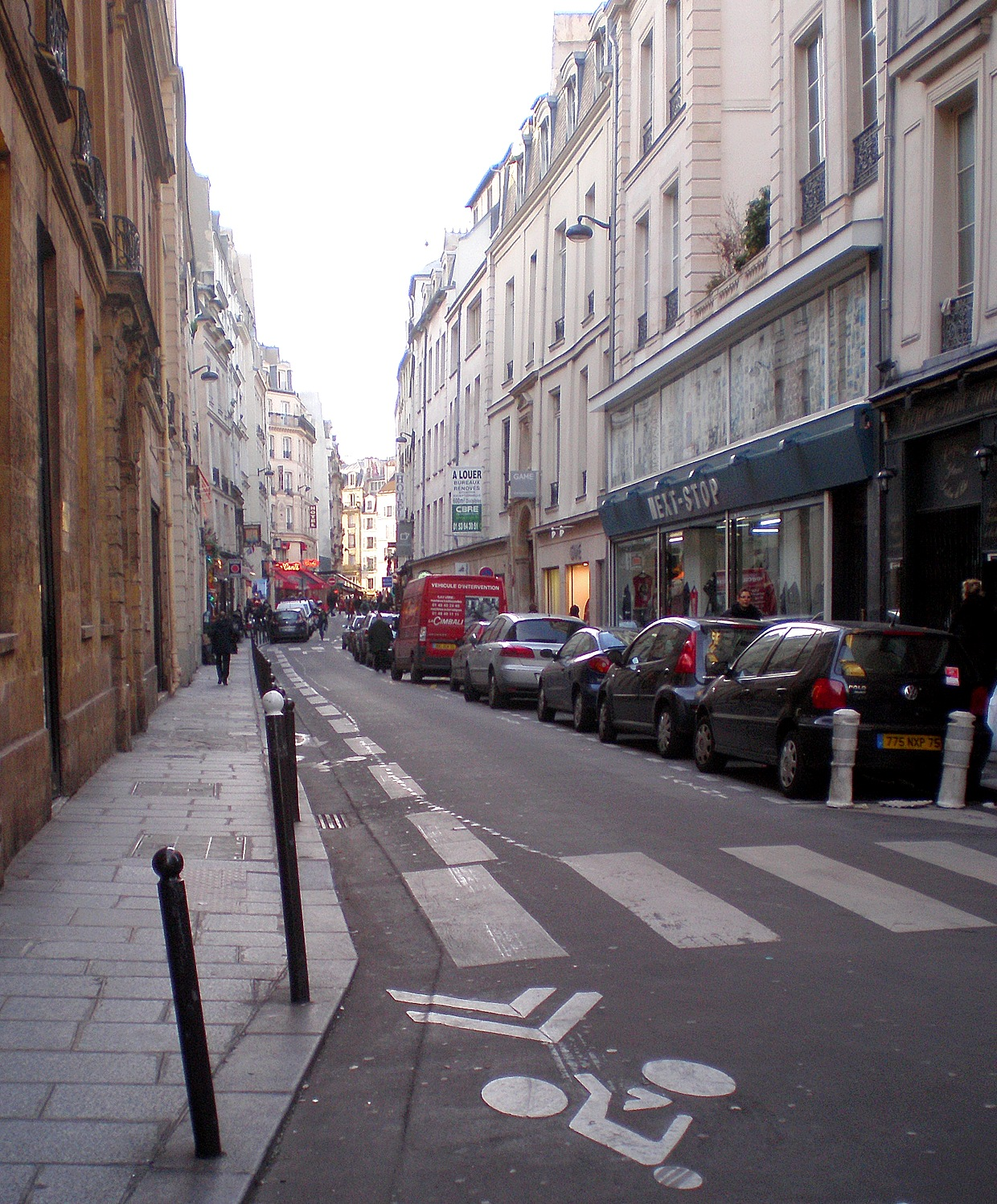
Rue Saint-André-des-Arts en 2010, en direction de la rue Dauphine.

Elle est orientée est-ouest, de la place Saint-Michel à la rue Dauphine.
La rue Saint-André-des-Arts est desservie par les lignes de métro 4 et 10 aux stations Odéon et Saint-Michel. Elle est également accessible par les lignes de RER B et C.

## Origine du nom
Cette voie passait devant l'église Saint-André-des-Arts, à l'origine Saint-André-de-Laas, puis Saint-André-des-Arcs. La rue est nommée ainsi parce qu'on y vendait des arcs et des flèches selon Germain François Poullain de Saint-Foix.

## Historique

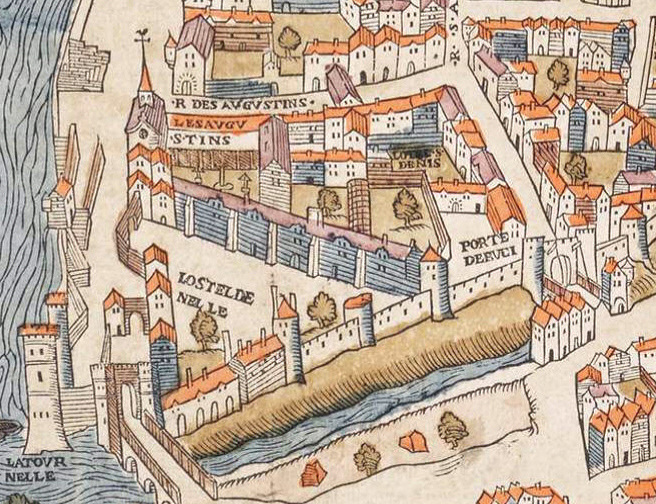
La porte de Buci à l'extrémité de la rue Saint-André-des-Arts sur le plan de Truschet et Hoyau (vers 1550). Cette porte se trouvait à l'emplacement de l'actuel no 61.

Son tracé correspond à une partie de l’axe ouest de l'ancienne Lutèce, la ville romaine dont le centre se situait dans l'actuel Quartier latin (Luxembourg, Panthéon).
Elle conduisait, à l'origine, de la porte de Buci, sur l'enceinte de Philippe Auguste, à la place Saint-André-des-Arts en passant devant l'ancienne église Saint-André-des-Arts.
Elle s'arrêtait au début à proximité de la rue des Grands-Augustins, là où se trouvait vraisemblablement une porte de l'enceinte de Louis VI.
Puis elle s'étendit jusqu'à la rue de la Contrescarpe-Dauphine où se situait la porte dite de Buci dont la destruction est ordonnée par un arrêt du Conseil du roi du 19 août 1672. Dans son prolongement hors les murs, elle s'appelait « rue du Pilori ».
Vers l'an 1000, un oratoire de ce lieu fut transformé en église à l'entrée d'une rue conduisant du Petit-Pont à l'Abbaye de Saint-Germain-des-Prés en traversant le clos de Laas qui était un vignoble appartenant à cette abbaye, accensé et loti à partir de 1179. C'est à cette époque que furent percées les rues Saint-Germain (actuelle rue Saint-André-des-Arts), du Serpent (rue Serpente) des Petits-Champs (rue Mignon) et des Sachettes (rue Suger).
La paroisse Saint-André fut créée en 1211 par démembrement de la paroisse Saint-Sulpice dépendant de l'Abbaye-de-Saint-Germain sur  une partie du territoire de cette paroisse à l'intérieur de l'enceinte de Philippe-Auguste construite sur la rive gauche entre 1200 et 1211. Ses paroissiens étaient des marchands d'arcs et elle prit le nom de Saint-André des Arcs.
Vers 1280-1300, elle est citée dans Le Dit des rues de Paris de Guillot de Paris sous la forme « rue Saint-Andri ».
Elle également appelée « rue de Laas » (avec la rue de la Huchette) car située sur le territoire dit clos de Laas, appartenant à l’abbaye et également « rue Saint-André de Laas ». L’abbé Hugues en aliéna une grande partie en 1479 ; ce lieu était déjà habité à cette époque.
Une déclaration passée par Fouret, prêtre et principal, Escomel, proviseur, Robert, Gachon, Tessier, Badon, Pajot, Mouton, Laurent, de Saint-Priest, Savoye et Chapuis, boursiers, rappelait que ces maisons étaient exemptes de cens par suite d'amortissement, à l'exception d'une seule donnant sur les deux rues de l'Hirondelle et rue Saint-André-des-Arts, à l'enseigne du Cheval-Noir.
L'autre partie est citée sous le nom de « rue Saint André » dans un manuscrit de 1636.
Un certain Joseph tenait vers 1670 un café au bout des rues du Pont Notre-Dame et Saint-André-des-Arts, qui ne marcha pas. Cette mode va réellement démarrer en 1689, avec Francesco Procopio dei Coltelli qui ouvre son échoppe, le Café Procope.
Au XVIIe siècle, Mme Jean Edouard, sœur du compositeur Marc-Antoine Charpentier, habitait dans cette rue. Elle se rendait avec lui aux concerts que donnait toutes les semaines chez lui l'abbé Mathieu, curé de la paroisse et italianiste.
Nicolas Lémery vécut dans un immeuble de cette rue et y est mort, le 19 juin 1715.
L'ancienne église Saint-André-des-Arts fut vendue le 4 fructidor an V (21 août 1797) et détruite en 1808 ; elle se trouverait aujourd’hui à l'emplacement la place de ce nom, à l’abbaye de Saint-Germain-des-Prés, également détruite, dont il ne reste que l’église. Une statue de saint André, placée à l’angle de la rue André-Mazet, garde le souvenir de son emplacement. Cette niche vide en 1910 était jadis occupée par une statue de la Vierge.
La rue fut modifiée en 1836 et 1837, pour être achevée en 1853.
Nathalie Lemel, en arrivant à Paris en 1861, travaille chez Magnier, relieur dans cette rue.
Un des hôtels de cette rue fut celui de Saint-Agnan ou de Saint-Aignan. Il est possible que cet honneur fût dû à l'un des deux Beauvilliers, ducs de Saint-Aignan, successivement en faveur près de Louis XIV.
Le 21 juillet 1654, à l’auberge du Louis d'Or, loge l'abbé Antoine Moreau (1625-1702) dit le « père des Pauvres », venu à Paris pour faire donation à sa sœur Anne de ses droits sur la succession de leur père Claude Moreau.
Dans cette rue se trouvait également la Grande manufacture de souliers tenue par les frères cordonniers.
Dans cette rue demeura François-Alexandre de la Chenaye-Aubert (1699-1784) lorsqu'il résida à Paris au XVIIIe siècle. Sa maison était située entre l'hôtel de Hollande et la rue des Grands-Augustins.
La rue subit de grandes transformations dans les années 1870.

## Bâtiments remarquables et lieux de mémoire
De la place Saint-André-des-Arts à la rue Gît-le-Cœur, il ne restait qu'une ou deux maisons des huit de ce pâté de maisons qui appartenait au collège d'Autun, dont on retrouve trace également rue de l’Hirondelle, en 1875. Ce sont les numéros actuels allant du 22 au 28. C'est sur cette place que se trouvait l'église Saint-André-des-Arts, bâtie en 1212 et remaniée profondément en 1660 ; elle fut démolie en 1807.

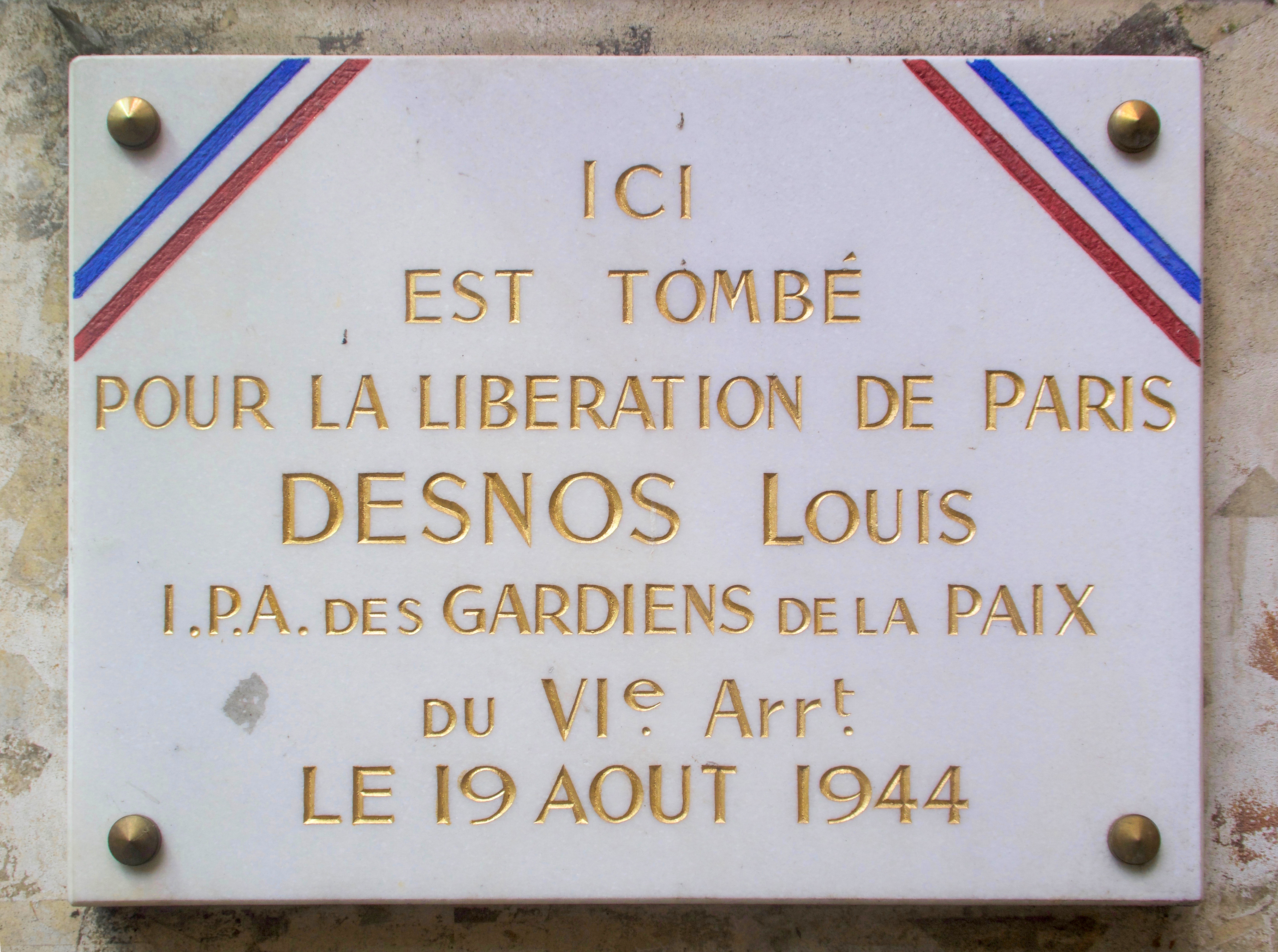
Plaque au n°22 en hommage au résistant Louis Desnos.

- Le no 12 : n'existe plus. Le peintre et graveur Charles Méryon y habita de 1848 à 1850.
- No 21 : en 1910, il restait encore les vieilles maisons jouxtant l'église Saint-André-des-Arts.
- No 22 : ancien hôtel d'Autun, propriété des évêques d'Autun, où Pierre Bertrand, évêque, fonda le collège d'Autun en 1337 et reçut quinze écoliers. Le 21 avril 1530, un prêtre du nom de Pierre Poncet assassina dans le collège le curé de Méru et son valet. Il fut arrêté, dégradé et brûlé vif après avoir eu le poing coupé. Devenu propriété de l'État, le collège sera transformé en 1767 en école gratuite de dessin, vendu le 28 mars 1807 et démoli en 1823[13]. Immeuble avec deux boutiques à gauche de la porte d'entrée du XIXe siècle et une à droite. Façade sur cinq étages dont le cinquième avec balcon, ferronneries pour les appuis de fenêtres dont sept en façade. Combles aménagés. Maison du président à mortier Lecoigneux, père de François Le Coigneux de Bachaumont. Charles Baudelaire et ses parents y demeurèrent vers 1828. Louis Ange Pitou y habita aussi.
- No 23 : immeuble avec petite porte d'entrée à gauche de laquelle se trouve une boutique en rez-de-chaussée. Trois étages avec une fenêtre encadrée de chaque côté par l'emplacement de fenêtre en aveugle. Décrochement en façade, sur la gauche vers la place Saint-André-des-Arts ; faisait partie du no 25, l'ensemble formant l'hôtel de La Verrière. La maison en face (les nos 22-24) appartenaient au collège d'Autun.
- No 24 : ancienne propriété du collège d'Autun. Immeuble avec petite porte d'entrée à deux battants du XIXe siècle, une boutique de chaque côté. Quatre fenêtres au premier et au deuxième étage, trois au troisième et combles aménagés. Appui de fenêtres en fer forgé au second sur trois fenêtres.
- No 25 : immeuble avec une petite porte d'entrée. Entresol, la boutique de droite fut autrefois un cabaret, dans la cave, que fréquentèrent Charles Baudelaire et Jeanne Duval. Appuis de fenêtres sur partie saillante en arrondi. Combles aménagés. Fenêtres de l'entresol dans des ouvertures en plein cintre. Faisait partie avec le no 23 de l'ancien hôtel de La Verrière, encore debout en 1875, avant de devenir la propriété de Du Fresne, seigneur du Cange, président trésorier de France, dont le fils fut l'historien glossateur Charles du Fresne, sieur du Cange.
- No 26 : ancienne propriété du collège d'Autun. Immeuble avec une petite porte d'entrée moderne, boutiques de chaque côté. Façade sur trois étages avec fenêtres rectangulaires hautes décorées de petits supports à volutes, sous chacune d'elles, avec un petit rebord en saillie, les dessus de fenêtres avec mascaron, coquille et autres ornementations. Belle façade ravalée. Combles aménagés.

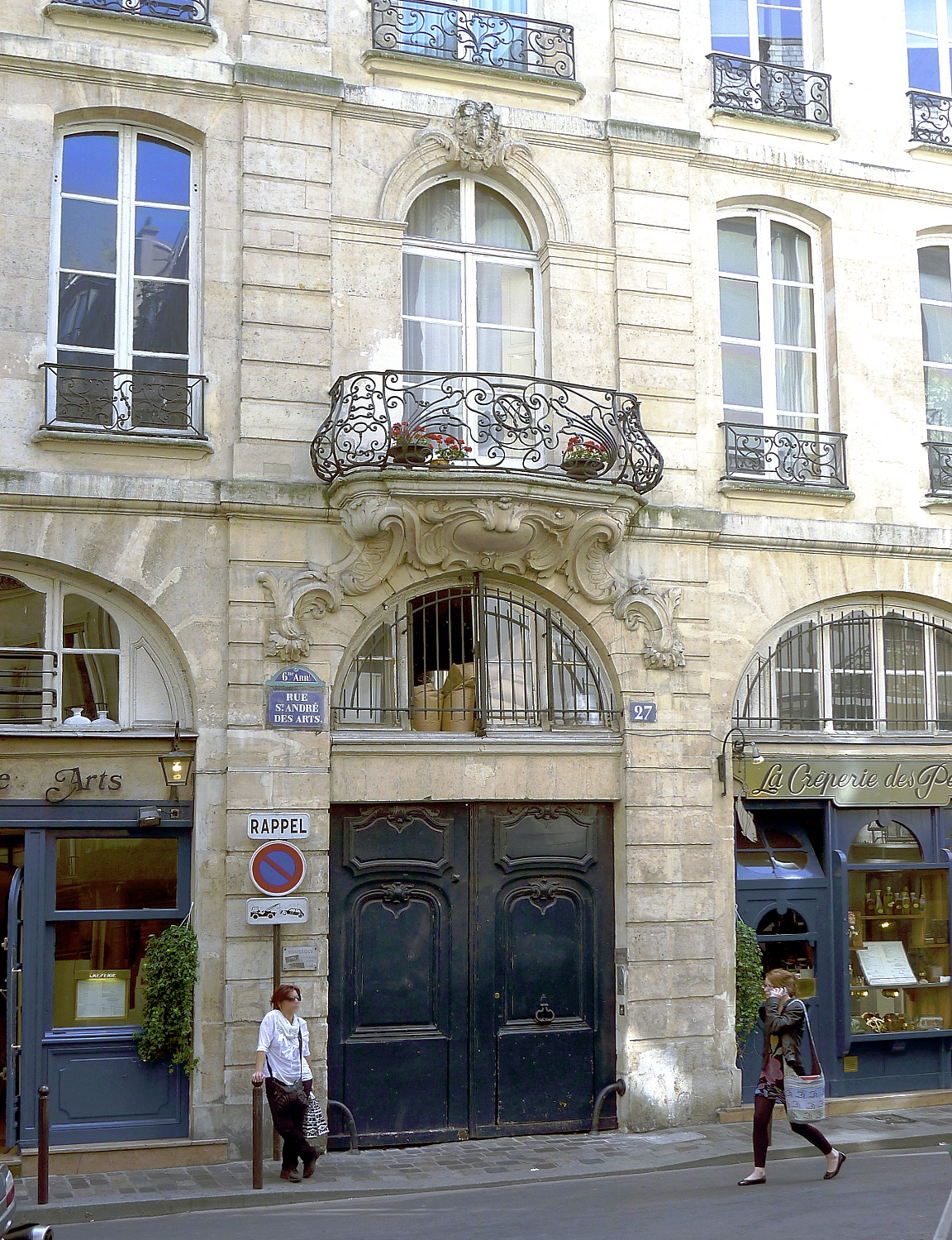
No 27, l'hôtel Duchesne (inscrit aux monuments historiques).

- No 27 : hôtel particulier, dit hôtel Duchesne ou encore maison des Trois Chapelets,  Inscrit MH (1928)[14] porte, balcon sur rue. Construit avant 1640 pour le compte d'André Duchesne (1584-1640) qui, originaire de la même région que Richelieu, deviendra, grâce à son appui, géographe et historien de Louis XIII. Il est mort écrasé par une charrette[15] en 1640. La façade de cette bâtisse sera modifiée de façon notable en 1748 dans un style Louis XV. Au rez-de-chaussée, trois baies en plein cintre, dont deux ouvrent sur des boutiques, la troisième, au centre donnant sur l'entrée de l'hôtel. Cette façade est ornée par des rangées verticales de pilastres à refends formant un discret relief et donnent un parfait équilibre à l'ensemble. Au premier étage, la fenêtre en plein cintre est ornée d'un mascaron à tête de femme, avec des pendentifs en forme de poires et des feuillages latéraux, ouvrant sur un balcon galbé à monogramme central et une console végétale de style baroque. Les ferronneries du balcon et des fenêtres emploient des décors différents. Au centre du garde-corps du deuxième étage se trouve une palmette ajourée, motif très usité au XVIIIe siècle. Quatre étages, combles mansardés. Cour pavée avec trois entrées d'escaliers. À l'Auberge des Trois-Chapelets, on mangeait pour 20 sols.
- No 28 : ancienne propriété du collège d'Autun. Immeuble du XIXe siècle à pans coupés sur la rue Gît-le-Cœur. Boutique au rez-de-chaussée à gauche de la porte d'entrée surmontée d'un petit balcon, appui de fenêtre en ferronnerie. Trois fenêtres en façade sur cinq étages dont le cinquième avec un balcon. Combles aménagés.
- No 29 : un peu plus loin, une maison bourgeoise qui, sous Louis XIV, a appartenu à l'avocat Vitard de Passy. Avant 1789, elle était décorée des panonceaux du notaire Antoine-Marie-Henri Boulard, qui sera connu plus tard comme bibliophile  et qui y exerça de 1782 à 1808, avant son fils Henri-Simon Boulard, notaire de 1808 à 1823, mais après son père Henri Boulard, notaire de 1745 à 1782, lui-même ayant racheté cette étude à maître Nicolas Henri Sellier[16]. Façade en pierre de taille, fenêtres hautes au premier étage, trois fenêtres au second avec appui en fer forgé posé sur une partie en saillie aux bords arrondis. Boutique à gauche de la porte d'entrée. Combles mansardés.
- No 30 : hôtel d'Arras, propriété des comtes d'Artois au XIVe siècle, du comte de Salisbury en 1422, puis, en 1425, de Louis de Luxembourg, évêque de Thérouanne, chancelier de France. Le petit hôtel d'Arras était au coin de la rue Pavée, au no 32 de la rue Saint-André. Puis, hôtel Montholon. Immeuble en face du no 31. Cinéma Saint-André-des-Arts. Sur la partie gauche de l'immeuble, au centre, une petite porte à deux vantaux avec décor à l'entresol. Mascaron grande taille vide et fenêtre plein cintre à l'entresol. Fenêtre haute et étroite en façade au premier étage. Au second, fenêtres plus classiques, fer forgé des appuis aux deux niveaux. Boutiques angle rue Gît-le-Cœur. Combles mansardés. C'est l'ancien logis ayant appartenu à la famille Montholon[15], dont le père François de Montholon (1480-1543) et le fils François II de Montholon (1529-1590, furent gardes des Sceaux au XVIe siècle et tous deux inhumés dans l'église Saint-André-des-Arts. Le fils fut l'avocat de la reine Éléonore d'Autriche, veuve de Charles IX de France. En 1660, le propriétaire est Ingrand, conseiller au Parlement de Metz, puis son fils, intendant du Commerce[15]. En 1793, Billaud-Varennes, député de Paris à la Convention nationale, organisateur de La Terreur avec Robespierre, est locataire à cette adresse[15] juste avant et au moment de son mariage. Charles Baudelaire y résida dans sa jeunesse entre 1827 et 1831. En 1900, c'est un hôtel meublé à l'enseigne de La Nouvelle France.
- No 31 : l'Assistance publique en était propriétaire en 1870. Il s'y tenait une école de filles qui était à l'Hôtel-Dieu. Ce fut, au XIXe siècle, le Café Belge que fréquenta Henri Murger, et c'est de cet établissement que fut instituée la tradition de la soupe à l'oignon vers 1850. Il est devenu aujourd'hui un hôtel de tourisme. Immeuble de deux étages, hautes fenêtres en façade. Entresol au-dessus des boutiques de droite et de gauche du portail, poutres apparentes dans l'entrée, écuries au fond de la cour. En 1900, la porte sculptée de l'entrée était toujours en place.
- No 32 : immeuble dont l'entrée est située au 17, rue Séguier. Façade à deux fenêtres ; au premier, elles sont hautes et au second avec petit balcon avec appui en fer forgé. Le quatrième étage est légèrement en retrait. Combles mansardés. Boutique au rez-de-chaussée.
- No 33 : hôtel particulier, entrée à droite, bel escalier. Dans la cour, sur la façade du fond, reste au dernier étage la mansarde à poulie. Bâtiment toit terrasse dans la cour à gauche. Deux étages combles sur deux niveaux, mansardés. Boutiques de chaque côté du porche. Les Éditions POL et les Éditions Denoël sont à cette adresse.
- No 34 : immeuble avec boutique formant des piliers rectangulaires. Le premier étage avec des fenêtres hautes. Trois fenêtres en façade sur cinq étages, avec combles aménagés ; le théâtre ChoChotte est un théâtre de danse érotique[17].
- No 35 : immeuble avec poutre en bois au-dessus de la porte d'entrée, façade avec deux fenêtres sur quatre étages. Combles aménagés.
- No 36 : immeuble à pan coupé sur la rue Séguier. Deux boutiques à gauche de l'entrée et une à droite. Comporte (?) niveaux dont le cinquième avec un balcon. Le pan coupé comporte un balcon aux deuxième, troisième, quatrième et cinquième. Il n'y a pas de no 38 qui devait faire partie de cet immeuble. Emplacement du petit hôtel d'Arras au XIIIe siècle.
- No 37 : librairie de l'Inconnu. Fut longtemps une librairie d'occasion : après Gustave Lehec (1878-1913), Alphonse Margraff (dès 1909), Charles et Raymond Clavreuil, puis Jean Clavreuil (1978-1995) et la librairie historique Clavreuil-Fabrice Teissèdre (2004-2020)[18]. Cette boutique est à gauche de la porte. Immeuble de trois étages, avec fenêtres hautes sur les deux premiers niveaux et appuis de fenêtres en ferronnerie.
- No 38 : englobé avec le no 36. C'est à cette adresse qu'habitait l'écrivain royaliste Royou, et qu'en 1809 se trouvait le marchand de vin Malliu.

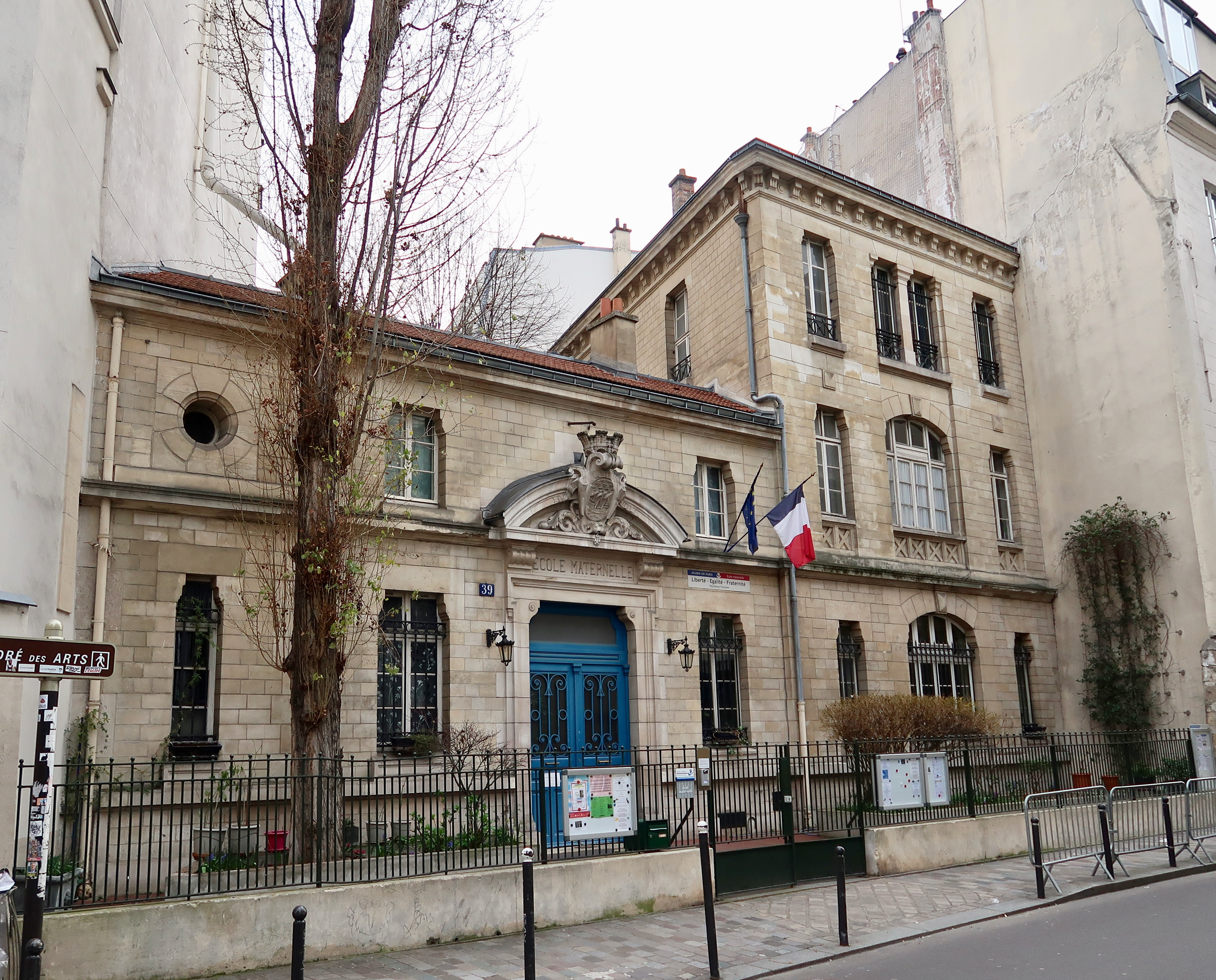
École maternelle au no 39.

- No 39 : école maternelle, construction de 1910, à façade sobre, aux fenêtres étroites et des faux colombages, côtoie un portail à fronton d'influence de style Renaissance, surmonté d'un fronton semi-circulaire, marqué des armes de la ville de Paris, formant un ensemble caractéristique du début du XXe siècle. La façade est en léger retrait laissant place à une petite courette sur la longueur de l'immeuble, venant à l'alignement des autres maisons. Après le hall, cour avec petit corps de bâtiments à droite, recouvert en partie de briques vernissées de plusieurs couleurs. Au fond de la cour une bâtisse moderne. L'école reçoit environ 130 élèves.
- No 40 : emplacement d'une partie de l'hôtel Saint-Clair, qui fut vendu à Pierre de l'Estoile, notaire, secrétaire du roi, Grand Audiencier à la Chancellerie de France, père de l'historien Claude de L'Estoile. Cet immeuble moderne est en retrait par rapport au no 42, et au même que les nos 44 et 46. Il fait face à l'école maternelle au no 39. Il va jusqu'à la rue Séguier. Porte d'entrée à deux vantaux, encadrée de deux pilastres cannelés avec chapiteaux ouvragés. Façade à cinq fenêtres sur cinq niveaux et à pans coupés sur la rue Séguier. Le cinquième avec balcon sur toute la longueur de l'immeuble avec modillons. Les appuis de fenêtres sont en ferronnerie. Sur le pan-coupé balcon au premier, second et troisième. C'est à cette adresse que demeura aussi selon Théophile Lavallée, Billaud-Varennes[19].
- No 41 : au premier coin de la rue de l'Éperon, immeuble du XVIIIe siècle. Emplacement d’une maison habitée par Jean Racine de 1680 à 1684. Madame Freslon, comtesse de Bonamour, vendit cette maison d'angle en 1754 à Pissot[15]. Porte cochère à deux vantaux, boutiques de chaque côté. À gauche, mur de refend jusqu'au premier. Hall d'entrée restauré. Dans la cour, grille en fer forgé et un morceau de colonne ancienne encastrée dans le mur à un mètre du sol d'une grande finesse, partie haute arrondie et la base sculptée sur trois faces se terminant en pointe. En façade au-dessus et sur la boutique à droite de la porte cochère trois fenêtres sur trois étages et au-dessus de la boutique de gauche, deux fenêtres sur trois étages. Combles surélevés avec atelier d'artiste, verrière et en retrait combles aménagés sur deux niveaux. L'artiste peintre Octave Denis Victor Guillonnet (1872-1967) s'y installe du début des années 1890 jusqu'en 1895.
- No 42 : la partie gauche de cet immeuble est dans l'alignement du retrait des numéros précédents. La partie droite est en avancée et à gauche de celle-ci se situe la porte d'accès avec une boutique à droite. Façade à trois étages, la partie gauche avec des fenêtres hautes. Combles mansardés. La partie droite est à deux fenêtres sur trois niveaux. Les appuis sont en ferronnerie. Boutiques au rez-de-chaussée dans les deux parties. Boutique Herboristerie d'Hyppocrate. Isidore Isou (1925-2007), fondateur du lettrisme, habita dans cet immeuble du milieu des années 1960 à sa mort en 2007.
- No 44 : immeuble en vis-à-vis de la rue de l'Éperon et du no 41. Boutique à gauche de la porte d'entrée qui est moderne. Façade garnie de deux baies sur quatre étages.
- No 45 : lycée Fénelon,  Inscrit MH (1928)[14], bâtiment construit de 1883 à 1894, dans un style néoclassique, entrée au no 2 rue de l'Éperon, à l'angle de la rue Saint-André-des-Arts. Ce lycée est aujourd'hui mixte, il fut le premier lycée de jeunes filles de la capitale. Jadis, de ce numéro de la rue à la porte de Buci, un grand logis fut occupé par les ducs d'Orléans du XIVe siècle et du XVe siècle, dauphin de France ou frères du roi. Louis XII en fit plusieurs lots avant son avènement au trône, et des particuliers s'en arrangèrent en janvier 1484. Billaud-Varenne, dit le Tigre à perruque jaune une fois marié, serait venu avec sa première femme à cette adresse après 1786, au 4e étage[20]. C'est ici que mourut le doyen de la faculté de médecine, Mathieu Orfila (1787-1853), médecin français d'origine espagnole, chimiste, criminologue, membre de l'Académie de médecine. À cette adresse était l'étude de Maître Louis-Eugène Sebert, notaire. Il y fut d'abord clerc, avant de l'acquérir en 1864. Il fut président de la Chambre des notaires de Paris, conseiller municipal de Paris Ve, député de Senlis (Oise)[21]. Demeure également de Félix Tournachon, dit Nadar, photographe, inventeur et mécène de 1824 à 1933, et de Pierre Larousse, auteur d'un dictionnaire en 14 volumes.

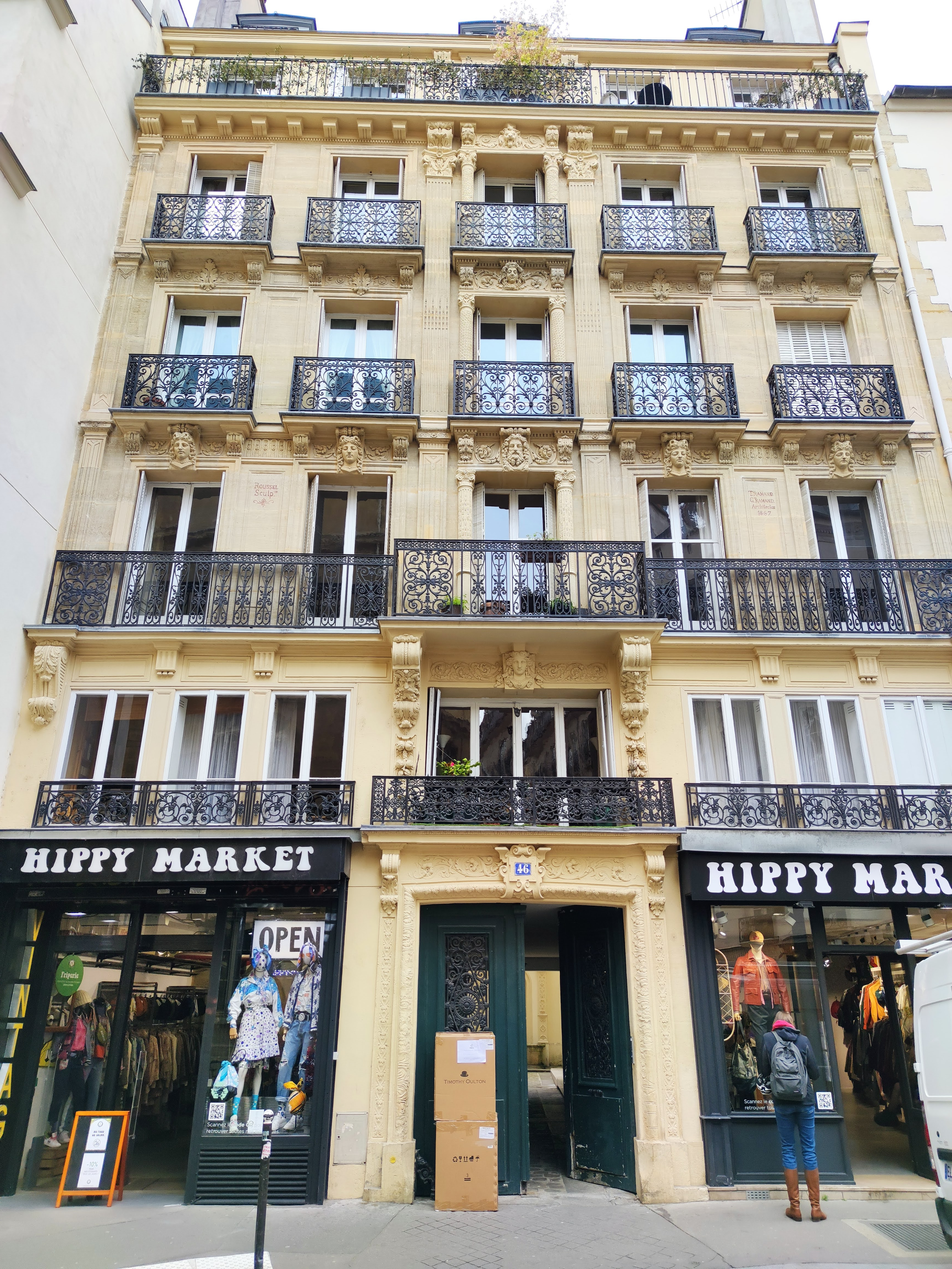
No 46.

- No 46 : immeuble face à la rue de l'Éperon, en retrait de la chaussée et du niveau d'alignement des autres immeubles de la rue. La façade est en pierre de taille. Construction des architectes T. Ramand et G. Ramand 1867, avec une profusion de sculptures de Roussel et décorations en façade, dans un style inspiré de la Renaissance, chaque baie est couronnée de mascarons avec têtes d'hommes et de femmes, rinceaux, des feuilles d'acanthe ornent les consoles des balcons. Les décors des ferronneries sont typiques du XIXe siècle. L'immeuble fut remanié avec un rehaussement d'un étage légèrement en retrait surplombant une corniche à modillon. Au premier étage, un balcon central avec porte fenêtre, encadrée de deux pilastres décorés de feuilles, de chaque côté sont disposées deux fenêtres. Les deux autres étages au-dessus présentent les mêmes dispositions. Le quatrième est en retrait avec balcon. Combles aménagés. Une fontaine dans la cour. Domicile du poète américain Edward Estin Cummings.
- No 47 : ancien hôtel de Navarre. Dès 1257, Thibaut II de Navarre, roi de Navarre, possédait des terrains en cet endroit et y fit construire une demeure achevée en 1260. Sa veuve, Isabelle de France, n'en profita pas puisqu'elle mourut en 1271. Blanche d'Artois, reine de Navarre, veuve d'Henri Ier de Navarre et épouse en secondes noces du comte Edmond de Lancastre, fils d'Henri III d'Angleterre, y mourut en 1302. L'hôtel resta à sa fille Jeanne Ire de Navarre, épouse de Philippe le Bel, roi de France en 1285. Après la mort de Jeanne en 1305, l'hôtel revint à son fils Louis X le Hutin, puis à la fille de ce dernier, Jeanne II de Navarre, 1316. Son petit-fils, Jean (1330) le céda à son frère Philippe, duc d'Orléans et l'hôtel devint le séjour des ducs d'Orléans, dauphins de France ou frères du roi (inscription sur le no 49). Valentine de Milan, femme du duc d'Orléans, y résida. Cette propriété et celle du no 49 étaient les deux seules allant du no 51 à la rue de l'Éperon. Hôtel de Villayer, dit aussi « hôtel de Vieuville »,  Inscrit MH (1926)[14], porte, vantaux, balcon sur rue. Ce bâtiment est contemporain de l'hôtel de Châteauvieux (no 49), les deux bâtiments ayant été construits en 1728. Le portail est couronné d'un fronton entrecoupé par des pilastres à refends de part et d'autre. Un mascaron à la tête de faune entouré de feuilles de lierre surplombe la porte. Les différents motifs ornant les consoles, le tympan et la porte s'inspirent de coquillages et de motifs de végétaux de style rocaille, en vogue sous Louis XV. La façade privilégie les lignes horizontales (un seul étage, corniches et bandeau sur toute la longueur). À droite, au fond de la cour, bâtiment en arrondi coiffé d'une coupole, un étage, combles mansardés. Ces deux hôtels comportaient des dessus-de-portes de François Boucher. À l'époque ou les deux propriétés n'en faisaient qu'une, Jacques de La Guesle, gentilhomme lettré, y demeura. Son malheur fut de servir d'introducteur à Jacques Clément dans le cabinet d'Henri III, sans se douter des projets de l'assassin. Il fut très attaché à ce roi ainsi qu'à Henri IV et mourut en 1612. Après lui, ses héritiers partagèrent la propriété. Le plus gros lot en passait du comte de Châteauvieux, qui avait épousé Marie de La Guesle, à son gendre le duc ou marquis de la Vieuville. Mais les deux parts en 1738, furent encore réunies pour quelque temps par l'adjudication de l'hôtel de Châteauvieux au profit de Renouard, comte de Villayer et d'Auteuil, conseiller du roi, maître des requêtes, qui venait dans l'autre hôtel après les du Tillet, famille de parlementaire et ecclésiastique déjà propriétaire de l'autre côté. Dans cet hôtel de Châteauvieux, on dînait en 1691 pour trente sols. Il en coûtait alors un tiers de moins pour prendre son repas au Coq-Hardi ou aux Trois-Chapelets, dans la même rue où se trouvait également l'inventeur des pâtés de jambon : un dénommé Jacquet. Le 4 janvier 1776, le notaire François Brichard (d)  ouvrit ici son étude notariale n°XXIII. Il était propriétaire de l'hôtel particulier et avait pour client le peintre Quentin La Tour, le Pelletier de Saint-Fargeau, de Mouchy, de Rosambo, de Monaco, de Lorraine, de Durfort, de Vaudémont, de Duras, Sénac de Meilhan, ainsi que le duc d'Orléans, fort riche, il fut membre du Club des Cordeliers et capitaine à son bataillon, accusé de cacher des fonds d'émigré, il fut guillotiné le 11 février 1794 et ses biens vendus[22]. En 1910, l'Association philotechnique y avait ses bureaux.
- No 48 : face au lycée Fénelon. Au rez-de-chaussée, boutique à droite de la porte d'entrée. Deux fenêtres sur quatre étages. Combles aménagés.
- No 49 : hôtel de Navarre, dit aussi « hôtel de Châteauvieux »,  Inscrit MH (1926)[14], la façade sur rue, les vantaux, marteau de porte. Une plaque apposée sur le mur du bâtiment rappelle : « Sur cet emplacement s'élevait l'hôtel de Navarre qui fut ensuite le séjour d'Orléans. Louis XII avant son avènement au trône l'habita jusqu'en 1484. » En 1640, l'hôtel de Navarre est divisé : une partie (no 47) devient l'hôtel de Vieuville. Les deux façades de ces hôtels particuliers furent refaites en 1728, ornées de ferronneries de style Louis XV. Les palmettes de cet hôtel sont particulièrement bien dessinées. Les trois étages supérieurs de la façade présentent une rupture de style avec celui des niveaux inférieurs. Les guirlandes de laurier et les volutes encadrant la fenêtre du centre de la façade paraissent être du XIXe siècle. Il fut rehaussé et transformé après sa construction. Sa façade privilégie les lignes verticales (plusieurs étages, fenêtres étroites, pilastres à refends sur toute la hauteur). Jadis réunis et ayant fait l'hôtel de Jacques de La Guesle, de nouveau réunis en 1728 et propriété de Renouard, de nouveaux séparés et occupés par des libraires. Palin de la Blancherie transporta le Salon de la correspondance qu'il avait fondé en 1778, au Collège de Bayeux, rue de la Harpe. C'était une sorte de concurrence aux Salons du Louvre. On y exposait des œuvres contemporaines, mais aussi des maîtres anciens provenant de collections particulières, il dura jusqu'en 1787. Joseph Bologne de Saint-George, escrimeur, violoniste et escrimeur originaire de Guadeloupe y vécut à partir de 1755 lors de son arrivée à Paris avec ses parents. Une plaque y a été apposée à sa mémoire[23]. En 1910, l'École de psychologies y était installée.
- No 50 : domicile de Vacherot, tapissier, acquéreur des Lefèvre-d'Eaubonne. L'immeuble est situé en face du lycée Fénelon, avec boutique à droite de la porte d'entrée à deux battants, surmontée d'une poutre en bois et de modillons sur la longueur de l'immeuble. La façade comporte huit fenêtres, hautes sur quatre étages, couronnées d'un fronton avec mascaron et au premier des volets intérieurs. Les appuis sont en ferronnerie, les deuxième, troisième et quatrième étant en saillie.

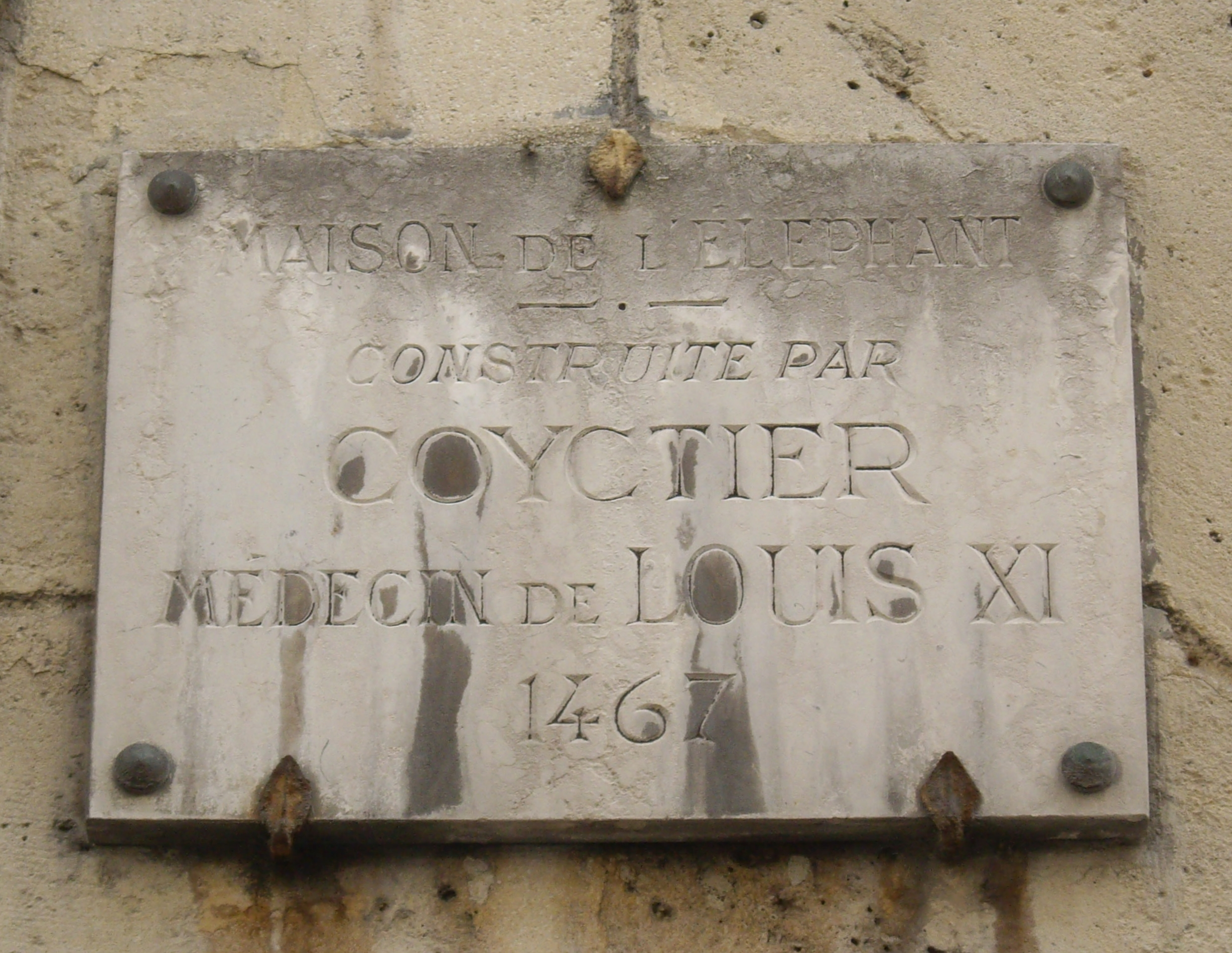
Plaque au no 51.

- No 51 : Maison de l'Éléphant, construite en 1484 par Jacques Coitier, médecin de Louis XI (plaque en façade). Il possédait la grange du palais, qu'il transforma un peu plus tard en une belle habitation et qu'il appela L'Abri-Cotier. C'est pourtant un éléphant chargé d'une tour que la porte montrait pour enseigne et sur la façade de ce premier bâtiment était portée l'inscription : « Jacobus Coytier miles et consiliarius ac vice-proeses
Cameroe computorum Parisiensis
Aream emit et in eâ oedificavit hanc domum
Anno : 1490 »[15]. Les bâtiments sur rue, datent du XVIIe siècle, le quartier ayant été rénové profondément sous Henri IV et Louis XIII, de 1589 à 1643. Porte cochère à deux vantaux et boutique latérale, façade de structure classique à trois étages de taille décroissante avec fenêtres verticales en haut, comportant des ferronneries simples. Grille fer forgé au premier. C'est en ces lieux que mourut le janséniste Lenain de Tillemont, historien ecclésiastique en 1698 et inhumé dans l'église Saint-André-des-Arts, où l'ancien médecin du roi avait fondée une chapelle. L'avocat général Jean Lenain a vendu la Maison de l'Éléphant au secrétaire du roi Lemassoy, prédécesseur de Michaut de Montaran, conseiller au Parlement, et celui-ci vendit en 1738 à l'architecte Richard Cochois, qui fit élever une autre maison devant celle-ci. La maison d'origine existait toujours par derrière avec un jardin avec une porte cintrée, avec des fenêtres à meneaux du XVe siècle, mais celle-ci encore avant d'une troisième, également cintrée. Elle a disparu au début du XXe siècle.
- No 52 : hôtel du Tillet de la Bussière,  Inscrit MH (1928)[14], fut construit en 1750, sous Louis XV. Il est à l'angle de la rue Saint-André-des-Arts et de la rue des Grands-Augustins. Sa façade est en arrondi. Perron au-dessus de la porte cochère, avec trois portes fenêtres. Elle possède un escalier  Classé MH. Cette construction de style  Louis XV à son apogée en illustre toute la grâce : arcades de plein cintre, pilastres à refends, légèreté des ferronneries, décors discrets, consoles garnies de guirlandes de roses, sans oublier les symboles de la fécondité que sont les têtes de bélier (bucranes). La gloire et l'abondance sont représentées sur les portes par des trophée d'armes et cornes d'abondance. Un mascaron à tête de Bacchus orne le haut de la porte de la cave dans le hall d'escalier de droite sous le porche, les deux étant classés monument historique. Ce fut aussi la demeure de Chérin, versé dans le droit féodal, il fut l'historiographe des ordres hospitaliers de Saint-Lazare. Généalogiste du roi, il se montra aussi sévère qu'incorruptible dans le traitement des titres de noblesse qu'il devait vérifier. Louis XVI, l'avait anobli ; il mourut en 1785.

Elle avait été avant lui à Cotelle, juré vendeur de marée, ancien conseiller du roi, après avoir été laissée en héritage à Marie-Charlotte de Romilley de La Chesnelaye, femme de François de l'Hospital, marquise de Saint-Mesme, par du Tillet, baron de la Bussière, greffier en chef au Parlement. Un hôtel du Nivernais qui allait de la rue Pavée, actuelle rue Séguier, à la rue des Grands-Augustins, avait été vendu vingt mille livres tournois vers 1556, par François de Clèves à Claude Rennequin, maître des requêtes, et à Louis de l'Estoille, président aux enquêtes, père de l'auteur du journal historique des règnes de Henri III et Henri IV. Cette famille du Tillet de la Bussière était originaire de l'Angoumois, déjà célèbre sous Charles IX de France, à laquelle appartenait, en 1794, Guillaume-Louis du Tillet, dernier évêque d'Orange (1774-1790), député du Clergé aux États généraux de 1789, qui arrêté sous la Terreur, fut libéré le 9 thermidor. Le mathématicien Joseph Bertrand y est né en 1822. En 1900, l'hôtel était à l'état de ruines, voué à la destruction. Il fut acheté par la famille de Ganay et restauré. Sur cette façade se trouve gravé dans la pierre le nom de la rue, le mot « Saint » fut gratté pendant la Révolution.
- No 53 : Immeuble avec porte cochère à deux vantaux ornés de heurtoirs, boutique à droite de celle-ci. Façade sur trois niveaux. Grille et balustrade au premier en fer forgé. À droite de la façade, fenêtre très étroite et en hauteur. Le reste de la façade comporte trois fenêtres et trois baies aveugles. Appuis de fenêtres en fer forgé au second. Combles mansardés. Possède une belle cour en 1900. Le peintre Eugène Thiery (1875-1961) y résida[24].
- No 54 : angle de la rue des Grands-Augustins avec entrée de l'immeuble par le no 30 de ladite rue. Boutique au rez-de-chaussée, trois étages à une fenêtre, combles mansardés et rehaussés. Emplacement du Cabaret de la Croix d'Or.
- No 55 : immeuble en retrait. La façade comporte deux fenêtres sur trois étages, boutique au rez-de-chaussée. Combles mansardés. Une plaque rappelle que c'était à cet emplacement que se trouvait la voie débouchant sur la porte de Buci de l'enceinte de Philippe Auguste. C'était une porte importante, car située à deux pas de La foire Saint-Germain, elle comportait, deux tours crénelées, pont-levis, herse et double porte. C'est par cette porte ouverte par Perrinet Leclerc fils d'un marchand du Petit-Pont, quartenier de gardes qui déroba la clef dans la chambre de son père et livre la ville aux partisans de Jean sans Peur, qui égorgèrent pendant trois jours plus de mille personnes. Le fidèle prévôt de Paris, Tanguy du Châtel, n'eut que le temps de sauver le dauphin, le futur Charles VII en l'enroulant dans une couverture. Le petit roi de Bourges, ne retrouva sa capitale que dix-neuf ans plus tard. Cette porte fut murée par les Anglais et ne fut rouverte qu'en 1539. C'est également par elle que les chefs protestants s'enfuirent lors de la Saint-Barthélémy. Elle fut démolie en 1672.
- No 56 : l'ancien hôtel de Lyon, auparavant « hôtel de Buci » qui en a formé deux, le grand et le petit, avec une sortie sur le rue Contrescarpe-Dauphine, fort utile à la Poste-aux-Chevaux, lorsqu'elle y était établie. Les archevêques de Lyon sont devenus propriétaires de cet ancien hôtel de Buci et de plusieurs maisons contiguës. Miron, fils du médecin d'Henri III, ou Richelieu, frère du Cardinal, qui tous les deux ont successivement gouverné cette église, ont pu en faire l'acquisition. Le plan de 1662 mentionne déjà le nom d'hôtel de Lyon[15]. L'archevêque Claude de Saint-George en est encore propriétaire plus tard, mais au moyen d'un retrait du 11 janvier 1703 sur les enfants et autres héritiers de Louis Blanet. Aussi bien cet ancien séjour est d'origine royale : Jeanne de Navarre, femme de Philippe le Bel, a voulu y fonder par testament le collège de Navarre, que les exécuteurs testamentaires de ladite reine ont préféré transporter autre part au moyen d'une aliénation[15]. Façade quatre étages à deux fenêtres, appuis de fenêtres sur trois niveaux, grille en fer forgé, boutique au rez-de-chaussée.
- No 57 : petite porte donnant accès à un immeuble en pierre de taille, de trois étages avec trois fenêtres en façade sur rue, appuis de fenêtres en fer forgé. Boutique à gauche. Combles mansardés.
- No 58 : ancien hôtel particulier, séjour de Navarre, en 1304, puis hôtel de Bussy en 1350, devenu l'hôtel des archevêques de Lyon de 1523 à 1650, et avait aussi toute la partie du fond donnant sur le no 5 rue Mazet, formant deux hôtels. Possédait de belles portes sculptées. Toute la partie du rez-de-chaussée est transformée en boutique. L'ensemble présente au premier étage un bâtiment en « N », la partie centrale garnie d'une balustrade à colonnes sur la rue et sur un toit terrasse au fond de laquelle se trouve un bâtiment sur deux niveaux. Les deux ailes en retour, donnant sur la chaussée ont des façades à deux fenêtres sur trois étages. Combles mansardés. Grille des balcons en fer forgé.
- No 59 : immeuble semblable à celui du no 61. Enseigne en fer forgé de la crêperie Saint André. Faisant le pendant à l'entrée de la cour du Commerce Saint-André-des-Arts. C'est dans cet immeuble ou au no 61 que se tenait la maison de jeu publique dont les tapis verts furent transférés rue Dauphine sous Charles X.
- No 60 : ancien hôtel particulier en pierre de taille, portail à deux vantaux, deux étages à trois fenêtres sur la façade sur rue et à droite de la porte, une à gauche et une au-dessus, sur deux niveaux, la première avec encadrement. Combles mansardés, cinq fenêtres. Boutiques de chaque côté de la porte. Bureau d'Alain-Charles Perrot, architecte en chef des monuments historiques. L'immeuble abrite également les Éditions Ramsay Jeunesse.
- Nos 60-62 : Maison des associations du 6e arrondissement (service de la mairie de Paris).

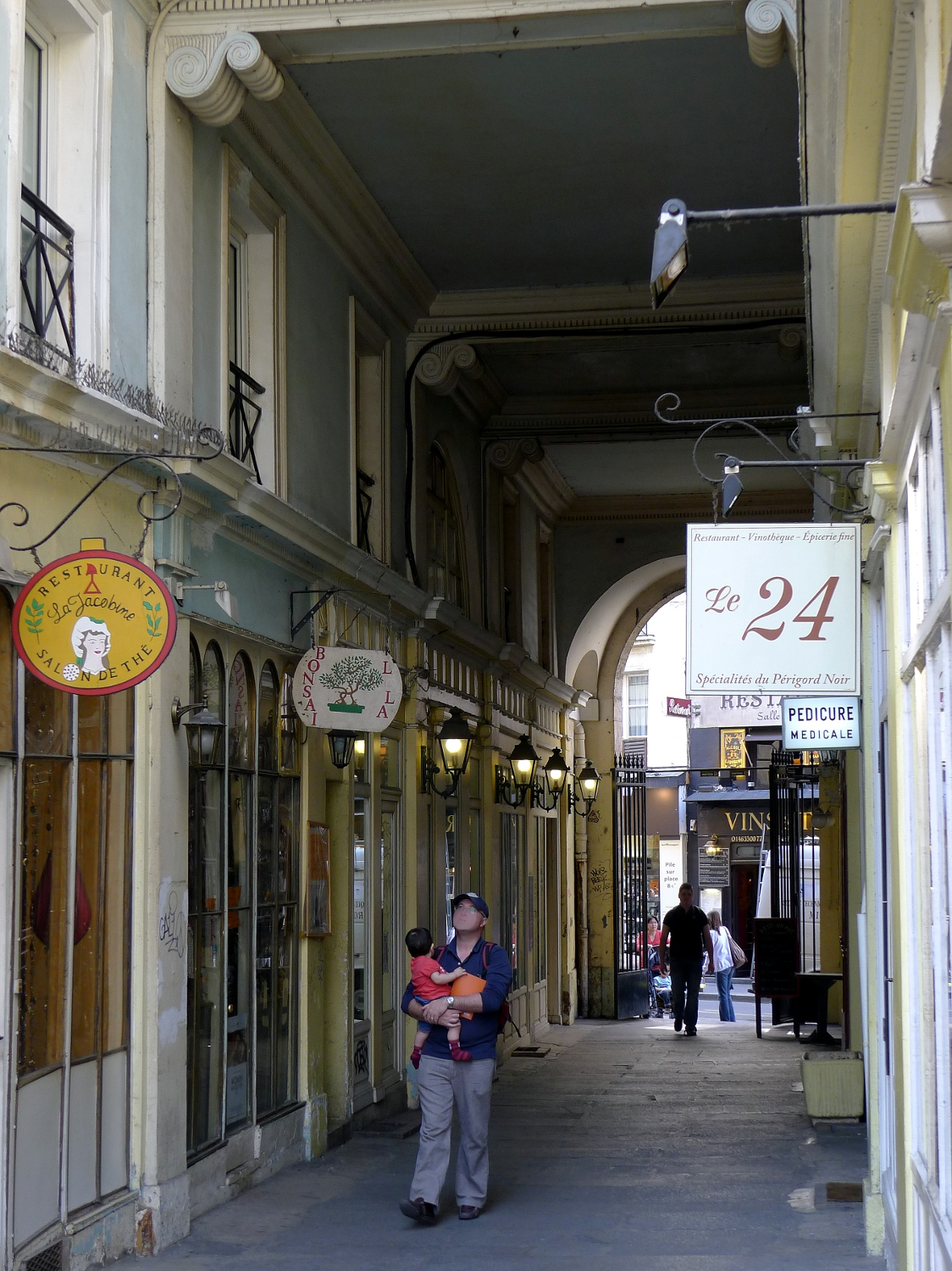
L'entrée de la cour du Commerce-Saint-André, côté rue Saint-André-des-Arts.

- No 61 : la cour du Commerce-Saint-André  Inscrit MH (1987)[14], passage, façades, toitures - la cour de Rohan.

Créée en 1735, la cour du Commerce Saint-André est un passage qui longeait ce qui était les remparts de l'enceinte de Philippe Auguste, au niveau du no 4 de ce passage, se trouvent les vestiges d'une tour dans une boutique. Ce fut un lieu d'effervescence particulièrement important de la Révolution française car Danton habitait dans ce passage. Marat y avait son imprimerie où il imprimait le journal L'Ami du Peuple. Le café Procope a une sortie discrète sur cette cour, car il reçoit dans ses salons des révolutionnaires participants à des réunions passionnées : Billaud-Varenne, Cambacérès, Desmoulins, Robespierre. Cette cour a deux porches : un du côté du boulevard Saint-Germain et le second dans la rue Saint-André-des-Arts. Côté boulevard Saint-Germain, construite lors du percement du boulevard, ce qui a détruit une partie de la cour. Une statue de Danton était érigée à l'emplacement de sa maison dans cette cour. Les décors de cette entrée sont très riches. L'autre façade de cette cour, côté rue Saint-André-des-Arts est plus sobre avec des pilastres à refends. La cour de Rohan se situe en face du Procope, et rejoint la rue du Jardinet. Bel ensemble de bâtiments du XVIIe siècle. Grande grille en fer forgé pour en fermer l'entrée. Boutique de chaque côté. Le passage débouche au no 130 du boulevard Saint-Germain. À cette adresse se trouvait Le Mazet, café philosophique.
- No 62 : immeuble jumelé avec le no 64. Trois étages plus un en réhaut et combles mansardés.
- No 63 : petit immeuble avec boutique à gauche de la porte d'entrée. Façade de l'entresol avec mur de refend. Élévation sur cinq niveaux. Élégante barre d'appui en fer forgé. Corniches au-dessous des fenêtres du premier et second, façade comportant trois fenêtres, modillons au quatrième.

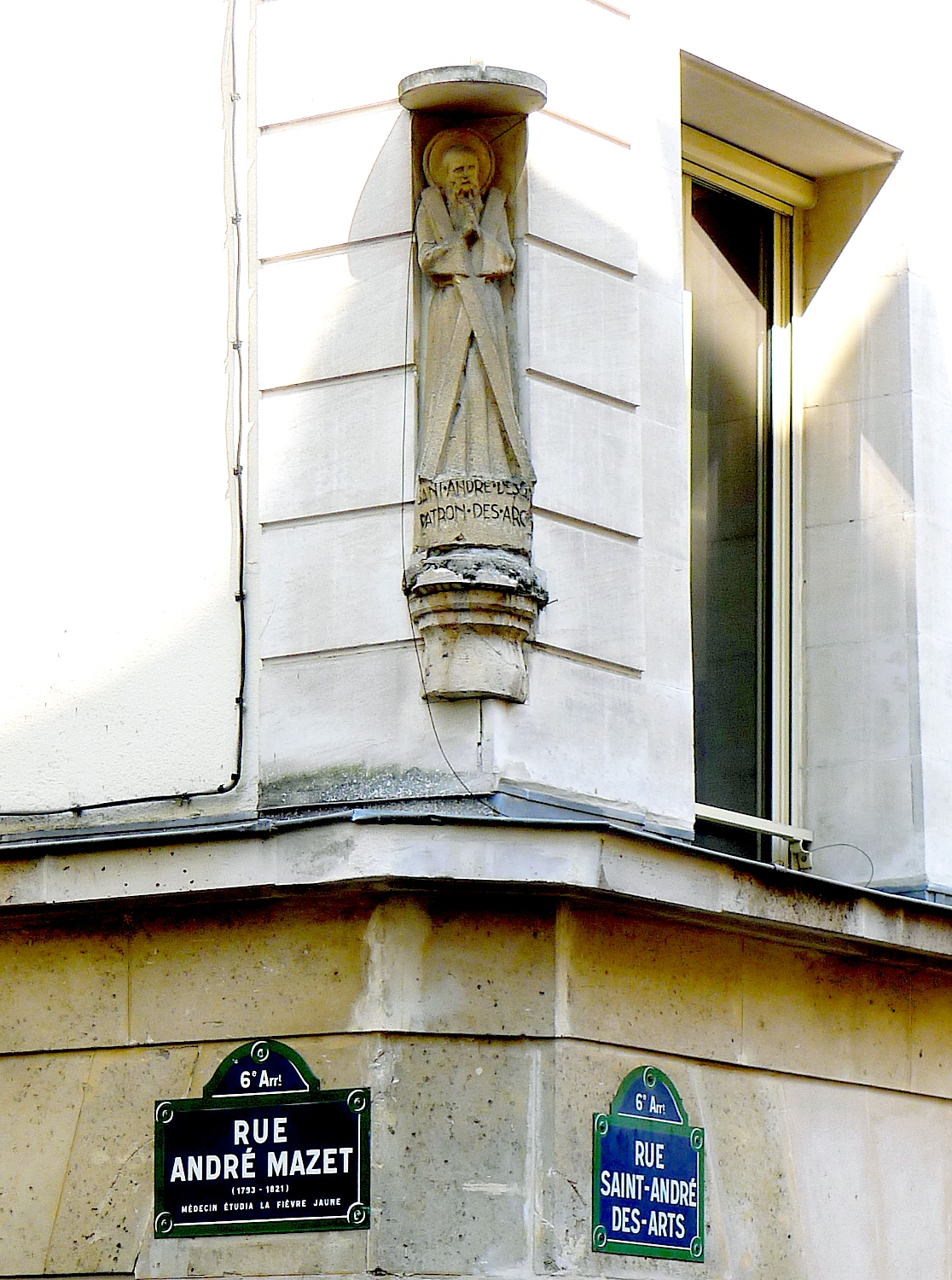
No 64, niche avec une statue de saint André.

- No 64 : immeuble à l'angle de la rue Mazet, jumelé avec le no 62, au niveau du premier étage une statue en pierre dans une niche à l'angle du mur, représentant Saint-André, tenant dans ses bras devant lui la croix de son supplice. Immeuble de trois étages à cinq fenêtres, restauré, boutique au rez-de-chaussée, combles mansardés. Partie rehaussée sur la moitié droite du bâtiment.
- No 65 : hôtel particulier, belles ferronneries aux fenêtres. Trois étages avec trois fenêtres en façade sur rue. Combles mansardés sur deux niveaux. Œil-de-bœuf au-dessus de la porte d'entrée, avec deux boutiques de chaque côté.
- No 66 : hôtel de tourisme Saint-André-des-Arts, entresol, trois étages avec six fenêtres assez hautes sur les deux premiers niveaux. Poutres apparentes au plafond et au mur. Côté gauche surélevé. Angle rue Mazet.
- No 68 : immeuble sur boutique au rez-de-chaussée, élévation sur quatre étages avec en façade rue deux fenêtres, comportant des saillies sous celles des deuxième et troisième, appuis en fer forgé. Entrée par le no 70.
- No 70 : bâtisse à trois fenêtres sur quatre niveaux, barre d'appui en fer forgé. Petite avancée sous les fenêtres des deux premiers étages. Porte cochère à deux vantaux, avec boutique de chaque côté.
- No 72 : immeuble à trois étages, sur boutique au rez-de-chaussée. Combles mansardés.

Maisons non localisées
- Maison du Cheval Blanc donné à bail en 1645 par Jean Brunet, prêtre, vicaire de la vicairie de Sainte-Marthe fondée à l'église Saint-André-des-Arts à Jean Berger, maître maréchal à Paris de lieux dépendant de cette maison, sise rue Saint-André-des-Arts à lui appartenant à cause de sa vicairie, et donnant sur la rue de l'Hirondelle[25].
- Maison à l’Écu de France, puis Aigle d'or, puis Trois croissants d'or (1411-1783), maison dont la censive était au chapitre de Notre-Dame de Paris[26].